# Bugatti Tipo 73
La Bugatti Tipo 73 è un prototipo prodotto nel secondo dopoguerra dalla casa automobilistica francese Bugatti.

## Storia
Nell'immediato dopoguerra, la produzione Bugatti si limitò solamente a pochi modelli, principalmente rimasti allo stadio di prototipo o destinati alle corse, ma con scarso successo. Questo periodo storico rappresenta la fine della prima parte della storia della casa francese, segnata profondamente dalla morte del patron Ettore Bugatti alla fine degli anni quaranta.

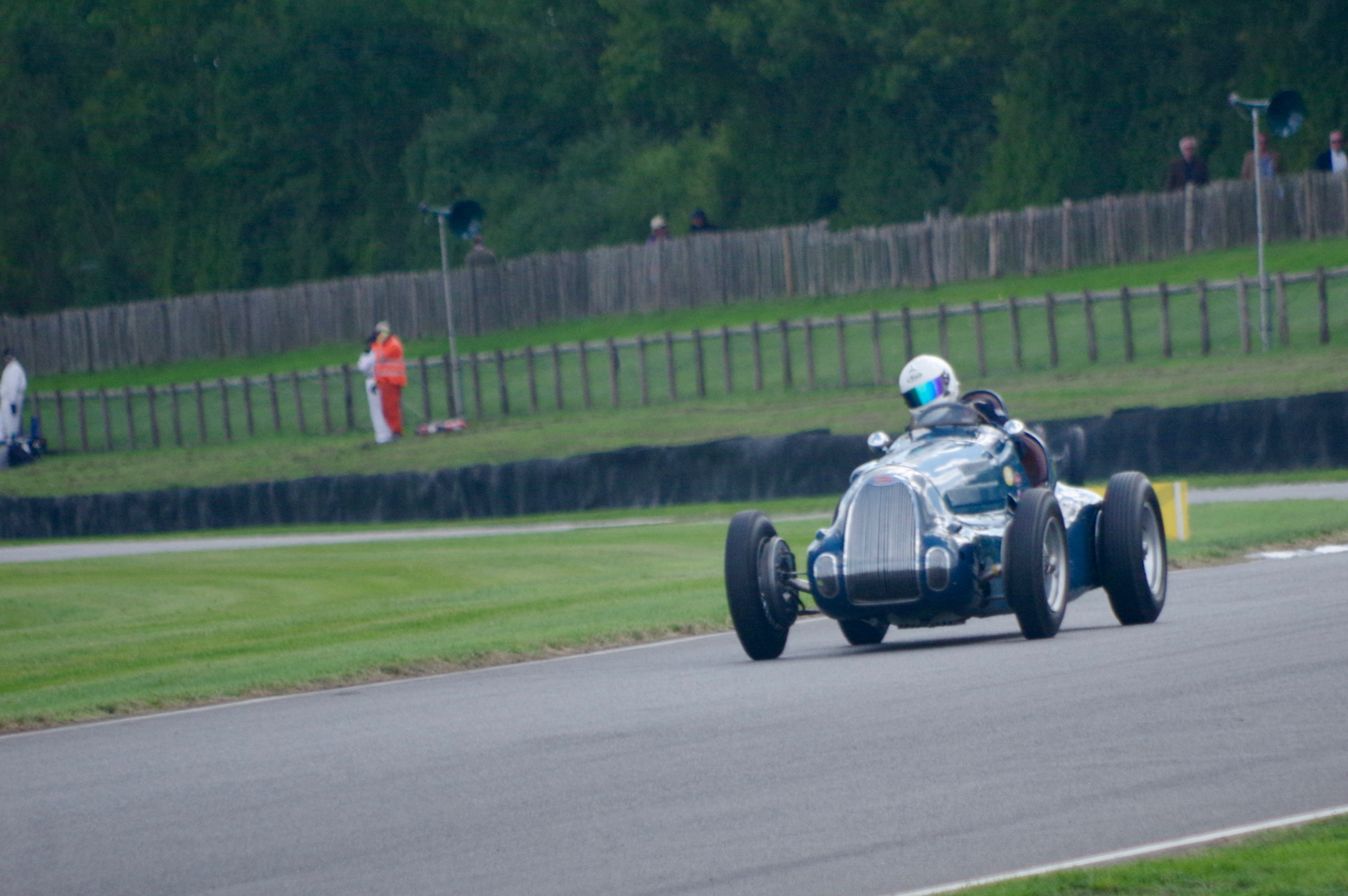
Bugatti Tipo 73C

Il progetto della Tipo 73 risale al 1943, ma il prototipo fu svelato nel 1947 al salone dell'automobile di Parigi. In seguito furono presentati altri tre prototipi, la Tipo 73A, la Tipo 73B e la Tipo 73C. La Tipo 73 e la Tipo 73C erano equipaggiate da un 4 cilindri da 1469 cm³ con distribuzione a doppio asse a camme in testa.
La Tipo 73A e la Tipo 73B, invece, erano equipaggiate sempre da un 4 cilindri in linea, ma della cilindrata di 1488 cm³, con distribuzione a singolo asse a camme in testa.
La Tipo 73 fu l'ultima creazione realizzata sotto la supervisione di Ettore Bugatti, che morì poche settimane dopo la presentazione del primo prototipo.
La Tipo 73 fu realizzata in soli 5 esemplari, dei quali tre erano prototipi, due coupé e una spider, mentre gli altri due erano due monoposto impiegate in gara con scarso successo.